# Air Labrador

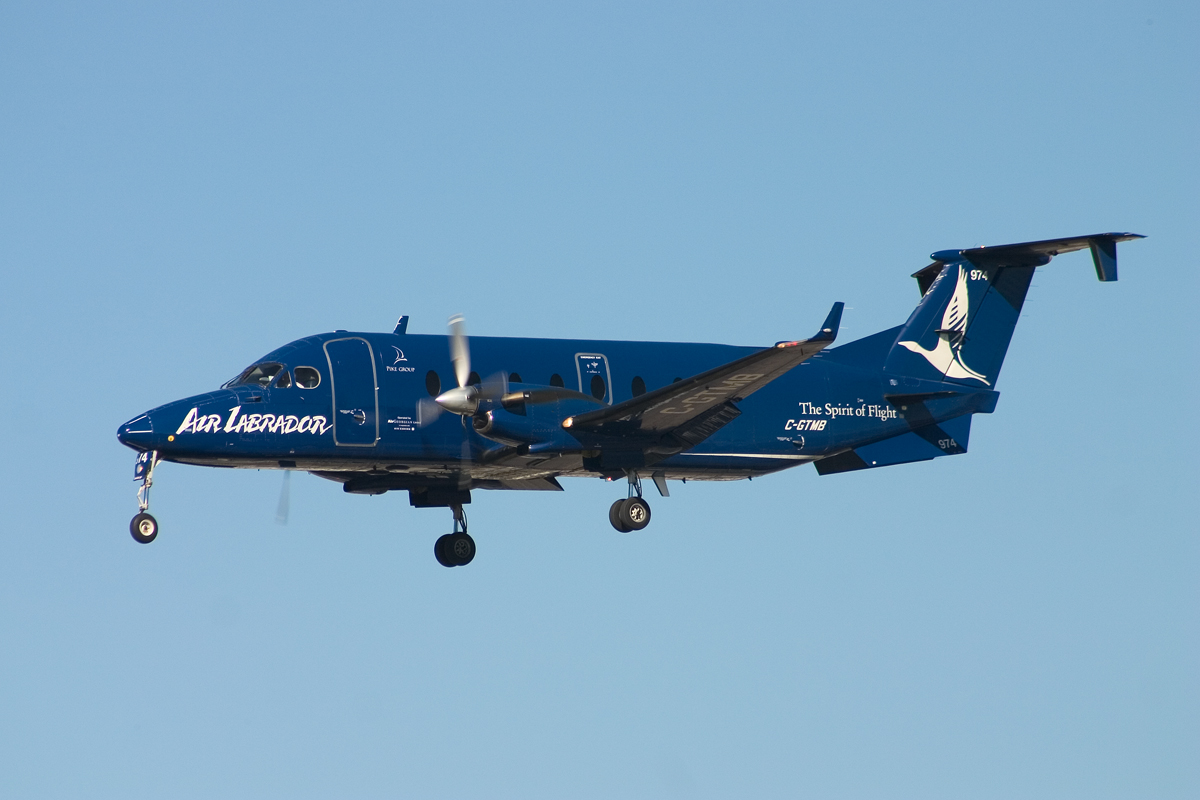
Raytheon Beech 1900D Airliner авіакомпанії Air Labrador

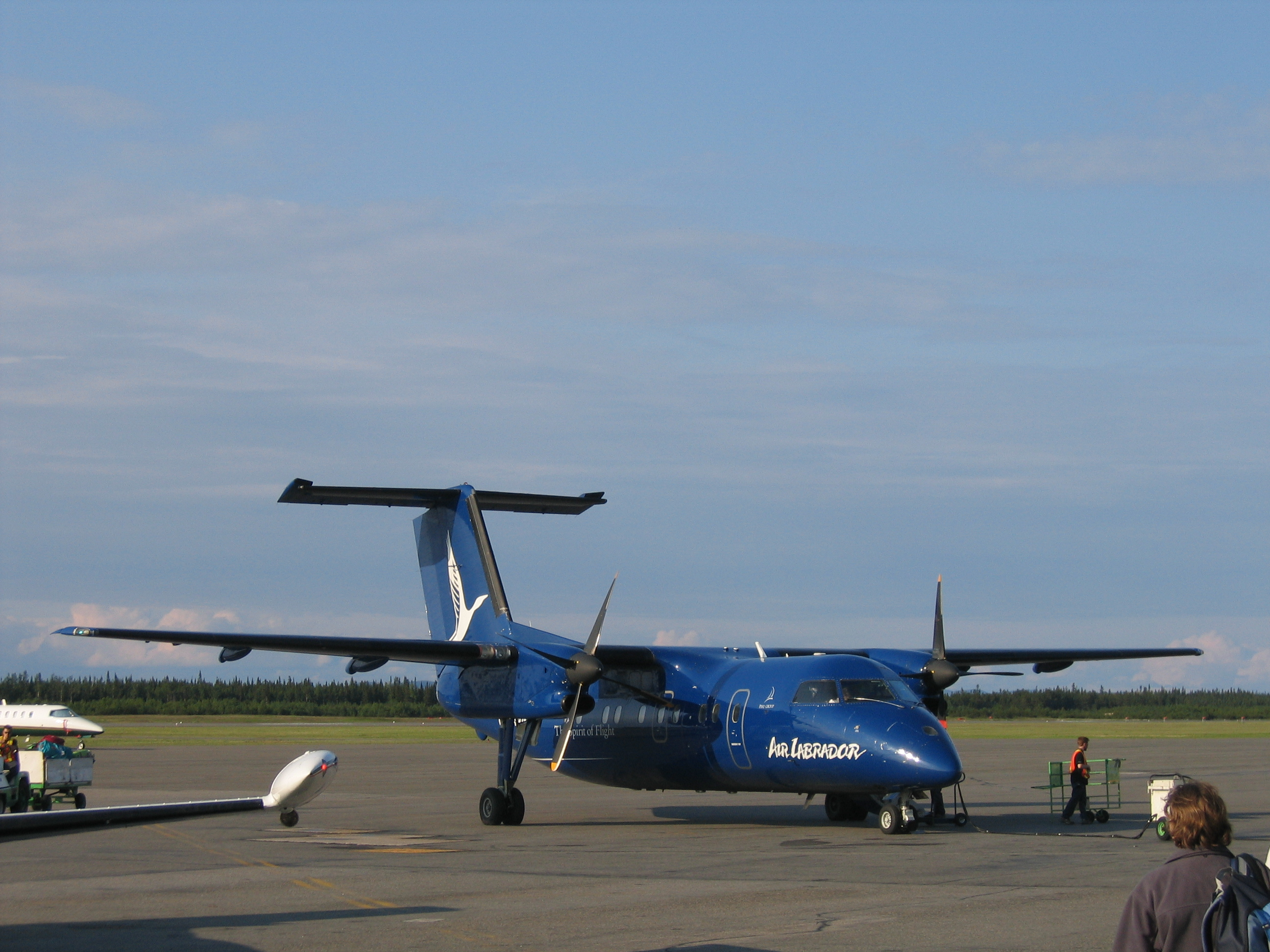
De Havilland Canada Dash 8 авіакомпанії Air Labrador в Аеропорту Сет-Іль, Квебек

Labrador Airways Limited, що діє як Air Labrador — колишня канадська регіональна авіакомпанія зі штаб-квартирою в місті Гуз-Бей (провінція Ньюфаундленд і Лабрадор), що виконує регулярні пасажирські та вантажні перевезення по населених пунктах провінцій Квебек і Ньюфаундленд і Лабрадор. Компанія також надає послуги чартерних рейсів в практично будь-які точки двох провінцій Канади, оскільки різні повітряні судна перевізника обладнані лижами, колесами і поплавцями (зокрема, для посадки на водну поверхню). У червні 2017 року Air Labrador було об'єднано з авіакомпанією Innu Mikun Airlines, та утворено Air Borealis.

У якості власної бази авіакомпанія використовує Аеропорт Гуз-Бей, вторинним транзитним вузлом є Аеропорт Люрд-де-Блан-Саблон (Квебек).

## Історія
Авіакомпанія Newfoundland Airways була утворена в 1948 році для виконання регулярних пасажирських рейсів, перевезення поштової кореспонденції і вантажів з невеликого містечка Гандер по довколишніх населених пунктах. Кілька років потому офіс компанії переїхав в сусідній Гуз-Бей, а основні операції перемістилися в аеропорт регіонального значення Гуз-Бей.
У 1983 році авіакомпанія була придбана інвестиційною компанією «Provincial Investments Inc.», власником якої є канадська сім'я Пайк, і змінила свою назву на чинне в даний час Air Labrador
Світова фінансова криза 2009 року серйозно вдарила по діяльності Air Labrador. 11 березня 2009 року керівництво компанії оголосило про завершення з 11 квітня регулярних перельотів в Монреаль. У серпні того ж року повинно було відбутися скорочення частини працівників авіакомпанії у зв'язку з виведенням з експлуатації кількох літаків De Havilland Canada DHC-6 Twin Otter. 30 листопада 2009 року Air Labrador закрила власну технічну базу в Квебеку, а також передала права на регулярні маршрути в північну частину Сіднея (Lower North Shore) разом з кількома літаками Beechcraft 1900 в іншу авіакомпанію Aeropro.

## Маршрутна мережа
За станом на лютий 2008 року авіакомпанія Air Labrador виконувала рейси в такі аеропорти Канади:

### Ньюфаундленд і Лабрадор
- Блек-Тикл — Аеропорт Блек-Тікл, дослівно: Аеропорт «чорних справ»
- Картрайт — Аеропорт Картрайт
- Фокс-Харбор — Аеропорт Фокс-Харбор
- Гуз-Бей — Аеропорт Гуз-Бей
- Хупдейл — Аеропорт Хупдейл
- Макковик — Аеропорт Макковік
- Меріс-Харбор — Аеропорт Меріс-Харбор
- Нейн — Аеропорт Нейн
- Натуашиш — Аеропорт Натуашиш
- Порт Хоуп-Сімпсон — Аеропорт Порт Хоуп-Сімпсон
- Поствілл — Аеропорт Поствілл
- Ріголет — Аеропорт Ріголет
- Вабуш — Аеропорт Вабуш
- Вільямс-Харбор — Аеропорт Вільямс-Харбор

### Квебек
- Блан-Саблон — Аеропорт Люрд-де-Блан-Саблон
- Кіт-Нор-дю-Гольф-дю-Сен-Лоран — Аеропорт Кот-Нор-дю-Гольф-дю-Сен-Лоран
- Гавр-Сен-П'єр — Гавр-Сен-П'єр
- Ля-Ромен — Аеропорт Ла-Ромен
- Ла-Табатьер — Аеропорт Ла-Табатьер
- Наташкан — Аеропорт Наташкан
- Сен-Огюстен — Аеропорт Сен-Огюстен
- Сет-Іль — Аеропорт Сет-Іль
- Тет-А-ла-Бальон — Аеропорт Тет-А-ла-Бален

## Флот
У грудні 2009 року повітряний флот авіакомпанії Air Labrador становили такі літаки:
- De Havilland Canada DHC-6 Twin Otter Series 300 — 3 одиниці;
- Raytheon Beech 1900D Airliner — 1 одиниця;
- Cessna 208 Caravan — 1 одиниця.